# Schistochilopsis incisa
Schistochilopsis incisa är en bladmossart som först beskrevs av Heinrich Adolph Schrader, och fick sitt nu gällande namn av Konstant.. Schistochilopsis incisa ingår i släktet Schistochilopsis och familjen Scapaniaceae. Inga underarter finns listade i Catalogue of Life.